# Mohamed Hadidane
Mohamed Hadidane, né le 27 avril 1986 à Nabeul, est un basketteur tunisien. Il est le frère de Bechir Hadidane.

## Carrière
Il dispute le championnat du monde 2010 avec l'équipe de Tunisie.
Il évolue longtemps au sein de son club formateur, le Stade nabeulien, avant de rejoindre le Wydad de Casablanca puis le Club africain.
Il passe par l'Étoile sportive du Sahel sous la forme d'un prêt pour le huit matchs de la coupe d'Afrique des clubs champions 2011 et remporte la finale contre Primeiro de Agosto (82-60) à Salé au Maroc.
Durant la coupe d'Afrique des clubs champions 2014, il prend la troisième place avec le Club africain après avoir perdu en demi-finale (63-84) contre le Recreativo Desportivo Libolo et remporté le match pour la troisième place (79-74) contre le Sporting Club d'Alexandrie. Il est le cinquième meilleur rebounder du tournoi avec 6,9 rebonds et le septième meilleur passeur avec 3,6 passes décisives en moyenne par match. 
Au sein de son club, il remporte le titre de meilleur joueur du championnat tunisien lors de la saison 2014-2015. Après deux saisons et demie, il quitte le Club africain le 12 décembre 2015 pour revenir au Wydad de Casablanca.
En décembre 2017, il participe avec l'Étoile sportive de Radès à la coupe d'Afrique des clubs champions 2017 à Radès. Il prend la deuxième place avec son équipe après avoir perdu la finale contre l'Association sportive de Salé (69-77).
Durant la première édition de l'Afro Ligue 2019 (ancien nom de la coupe d'Afrique des clubs champions), il prend la première place du tournoi éliminatoire et de sa poule durant la première phase finale. En quarts de finale, lui et son club sont éliminés par la Jeunesse sportive kairouanaise après avoir perdu leurs deux matchs (68-67 à l'aller à Kairouan et 73-74 au retour à Radès).
En octobre 2019, durant la coupe arabe des clubs champions, il prend la troisième place de ce tournoi avec son club après avoir perdu en demi-finale (79-86) contre l'Ittihad Alexandrie et remporté le match pour la troisième place (77-74) contre l'Association sportive de Salé. Il est le meilleur scoreur du tournoi.
Après une demi-saison, il quitte le Club africain durant le mercato hivernal, le 17 mars 2021, et rejoint Ezzahra Sports, après avoir joué six matchs de championnat pour la première équipe. Il n'est pas qualifié pour jouer avec son équipe durant la phase retour du championnat et durant la coupe de Tunisie. Il participe toutefois à la coupe arabe des clubs champions 2021 et prend la troisième place après avoir perdu en demi-finale (80-83) contre Al Kuwait SC (en) et remporté le match pour la troisième place (78-73) contre l'Ittihad Alexandrie.
En février 2022, il perd la finale du championnat arabe des nations contre le Liban (69-72) aux Émirats arabes unis. Il est le meilleur scoreur du tournoi.
Le 4 mars 2022, il quitte Ezzahra Sports et rejoint le club saoudien d'Al-Hilal (en), avec qui il remporte le championnat d'Arabie saoudite le 20 mars en battant en finale (78-70) le club d'Al-Nasr Riyad ; il est le meilleur buteur du match avec 26 points. Le 2 avril 2022, il remporte aussi la coupe d'Arabie saoudite en battant en finale (90-72) Al-Ittihad Djeddah et en marquant 25 points. Le 18 avril, il signe avec l'équipe syrienne d'Al Wahda Damas (en).
Le 11 septembre 2023, il retourne pour la deuxième fois au Club africain.

## Clubs
- 2003-2012 : Stade nabeulien (Tunisie)
- 2011 : Étoile sportive du Sahel[11] (Tunisie)
- 2012-2013 : Wydad de Casablanca (Maroc)
- 2013-2015 : Club africain (Tunisie)
- 2015-2016 : Wydad de Casablanca (Maroc)
- 2016-2019 : Étoile sportive de Radès (Tunisie)
- 2019-2020 : Union sportive monastirienne (Tunisie)
- 2020-2021 (6 mois) : Club africain (Tunisie)
- 2021-2022 : Ezzahra Sports (Tunisie)
- 2022 : Al-Hilal (en) (Arabie saoudite)
- 2022 : Al Wahda Damas (en)[12] (Syrie)
- 2022 : Riyadi Club Beyrouth[13] (Liban)
- 2022-2023 : Ezzahra Sports (Tunisie)
- depuis 2023 : Club africain (Tunisie)

### Palmarès
- Champion de Tunisie : 2006, 2008, 2010, 2014, 2015, 2017, 2018, 2020, 2025
- Coupe de Tunisie : 2004, 2007, 2008, 2009, 2010, 2014, 2015, 2017, 2018, 2019, 2020, 2024
- Super Coupe de Tunisie : 2014, 2023
- Champion du Maroc : 2013
- Champion d'Arabie saoudite : 2022
- Coupe d'Arabie saoudite : 2022
- Médaille d'or à la coupe d'Afrique des clubs champions 2011 ( Maroc)
- Médaille d'argent à la coupe d’Afrique des clubs champions 2017 ( Tunisie)
- Médaille de bronze à la coupe d’Afrique des clubs champions 2014 ( Tunisie)
- Médaille de bronze à la coupe arabe des clubs champions 2019 ( Maroc)
- Médaille de bronze à la coupe arabe des clubs champions 2021 ( Égypte)

### Sélection nationale

#### Jeux olympiques
- 11e des Jeux olympiques 2012 à Londres ( Royaume-Uni)

#### Championnat d'Afrique
- Médaille d'or au championnat d'Afrique 2011 ( Madagascar)
- Médaille d'or au championnat d'Afrique 2017 ( Tunisie)
- Médaille de bronze au championnat d'Afrique 2009 ( Libye)
- Médaille de bronze au championnat d'Afrique 2015 ( Tunisie)

#### Championnat arabe des nations
- Médaille d'or au championnat arabe des nations 2008 ( Tunisie)
- Médaille d'or au championnat arabe des nations 2009 ( Maroc)
- Médaille d'argent au championnat arabe des nations 2022 ( Émirats arabes unis)

### Distinctions personnelles
- Meilleur joueur du championnat de Tunisie lors de la saison 2014-2015
- Meilleur ailier fort du championnat de Tunisie lors des saisons 2017-2018 et 2019-2020
- Nommé dans le cinq majeur du championnat d'Afrique 2017
- Meilleur scoreur de la coupe arabe des clubs champions 2019
- Meilleur scoreur du championnat arabe des nations 2022